# Pervomaiske (Donetsk)
Pervomaiske (en ucraniano: Первомайське; en ruso: Первомайское, romanizado: Pervomáiskoye) es un asentamiento urbano ucraniano perteneciente al óblast de Donetsk. Situado en el sureste del país, hasta 2020 era parte del área municipal de Snizhné, pero actualmente es parte del raión de Jórlivka y del municipio (hromada) de Snizhné. Sin embargo, según el sistema administrativo ruso que ocupa y controla la región, Pervomaiske es el parte del área municipal de Snizhné.
El asentamiento se encuentra ocupado por Rusia desde la guerra del Dombás, siendo administrada como parte de la de facto República Popular de Donetsk.

## Geografía
Pervomaiske está a orillas del río Vijovchik, 4 km al sureste de Snizhné y 65 km al este de Donetsk.

## Historia
Pervomaiske fue creado antes de la Primera Guerra Mundial e inicialmente se llamó Removske Rudniki (en ucraniano: Ремовские Рудники). El asentamiento minero recibió el estatus de asentamiento de tipo urbano en 1957, al mismo tiempo se le cambió el nombre a Pervomaiske. 
Desde el verano de 2014, en medio de la guerra del Dombás, Pervomaiske está controlada y ocupada por la autoproclamada República Popular de Donetsk. Después del derribo del vuelo 17 de Malaysia Airlines el 17 de julio de 2014, surgieron un video y una foto de YouTube con periodistas que afirmaban que el material era de Snizhné y mostraba un lanzador de misiles Buk. El 28 de septiembre de 2016, el Equipo Conjunto de Investigación, que investigaba el derribo, confirmó que la aeronave había sido derribada con un misil 9M38 BUK disparado desde un campo controlado por los rebeldes cerca de Pervomaiske.

## Demografía
La evolución de la población de Pervomaiske entre 2001 y 2022 fue la siguiente:
| 634                                                           | 542 | 502 | 501 | 500 |
| (Fuente: Cities & Towns of Ukraine y UKRAINE: Größere Städte) |     |     |     |     |

Según el censo de 2001, la lengua materna de la mayoría de los habitantes, el 93,22%, es el ucraniano; del 6,47% es el ruso.

## Infraestructura

### Transporte
La distancia a Snizhné es de unos 8 km y se hace por una carretera local directa.